# Adakit
Adakit je magmatická hornina andezitového, dacitového či ryolitového složení. Vzniká tavením hornin bazaltového složení za vysokých tlaků v subdukčních zónách. Je pojmenována podle typové lokality na ostrově Adak v Aleutském souostroví.

## Geochemická definice
Adakit je definován vysokými hodnotami prvkových poměrů Sr/Y a La/Yb. Tyto vysoké poměry je možné dosáhnout při vysokotlakém tavení bazaltového protolitu za vzniku granátu v reziduu. Původní definice, která však nezahrnuje všechny horniny dnes považované za adakity, obsahuje následující parametry: >56% SiO2, >15% Al2O3, obvykle <3% MgO, <18 ppm Y, <1.9 ppm Yb, obvykle >400 ppm Sr. Podobné geochemické složení mají archaické TTG (tonalit-trondhjemit-granodiorit) suity, u kterých se předpokládá, že vznikly podobným způsobem.

## Hypotézy vzniku
Obecně nejrozšířenější a nejpřijímanější hypotéza vzniku je tavením subdukované tektonické desky. Za vysokých tlaků je bazalt, ze kterého je složena svrchní oceánská kůra, přeměněn na eklogit. V něm se nachází granát jako jeden z hlavních minerálů. Při abnormálně vysokých teplotách v subdukční zóně (zpravidla, když se subdukuje mladá oceánská deska) může dojít k rozsáhlému tavení tohoto eklogitu, a kvůli přítomnosti granátu ve zbytkové hornině (reziduu) má výsledná tavenina charakteristické adakitové složení (vysoké poměry La/Yb a Sr/Y).
Nicméně adakitová geochemická signatura může vzniknout i tavením spodní mafické kůry za přítomnosti granátu. Proces tavení je v tomto prostředí velmi podobný s tím rozdílem, že se netaví subdukovaná deska, nýbrž spodní kůra nadložní desky složená například z metagabra či mafického granulitu.
Zda adakit vznikl první nebo druhou cestou je obvykle těžko rozeznatelné, neboť u obou se výsledná hornina (adakit) nachází ve vulkanickém oblouku nad subdukční zónou a geochemická charakteristika bývá podobná u obou.